# Жан-П'єр Відаль
Жан-П'єр Відаль (фр. Jean-Pierre Vidal) — французький гірськолижник, олімпійський чемпіон, призер чемпіонату світу.  
Золоту олімпійську медаль та звання олімпійського чемпіона Відаль виборов на Олімпіаді 2002 року, що проходила в Солт-Лейк-Сіті  в слаломі.

## Перемоги в кубку світу
У доробку Відаля дві перемоги в слаломі на етапах кубка світу. 
| Дата           | Етап          | Дисципліна |
| -------------- | ------------- | ---------- |
| 22 грудня 2001 | Кранська Гора | слалом     |
| 22 січня 2006  | Кіцбюель      | слалом     |

## Зовнішні посилання
- Досьє на sports-reference.com [Архівовано 30 січня 2010 у Wayback Machine.]

## Виноски
1. ↑  GeneaStar
2. ↑  Alpine Skiing at the 2002 Salt Lake City Winter Games: Men's Slalom. Sports Reference. Архів оригіналу за 17 квітня 2020. Процитовано 2 квітня 2018.